# Linha C (Metro de Lyon)

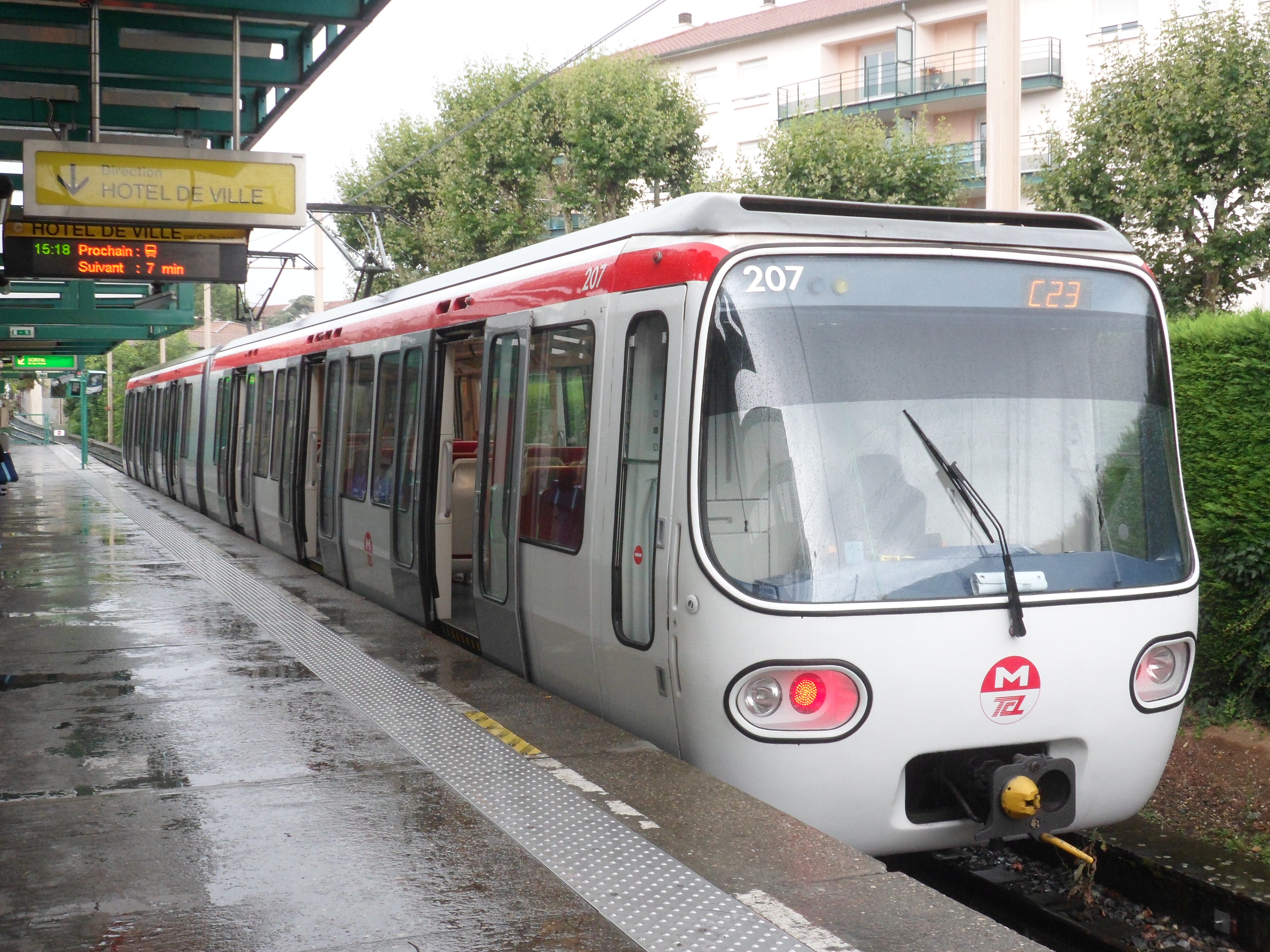
Linha C em 2011.

A Linha C é uma das quatro linhas do metro de Lyon, em França. Nasceu da adaptação da linha de comboio (trem) Croix-Rousse-Croix-Paquet, feita em 1974, para ser integrada no metro de Lyon em 1978. A linha estendia-se nessa altura desde a estação de Hôtel-de-Ville até Croix-Rousse. Um novo troço até Cuire foi inaugurado a 8 de dezembro de 1984. 